# Maserati Corse
La Maserati Corse è una squadra motoristica italiana, divisione sportiva della casa automobilistica Maserati. Sin dalla fondazione dell'Officina Maserati ha partecipato a numerose competizioni, correndo inizialmente nella Formula Grand Prix, poi in Formula 1, dove ha ottenuto due campionati del mondo piloti, ma anche nelle gare di Endurance. Dopo una crisi finanziaria, la squadra non ha più gareggiato all'interno di nessun campionato ufficiale fino al 2004, dove si iscrisse al FIA GT, guadagnando sei titoli mondiali nella classe GT1. Dal 2022 è impegnata in Formula E. 

## Storia

### Le origini

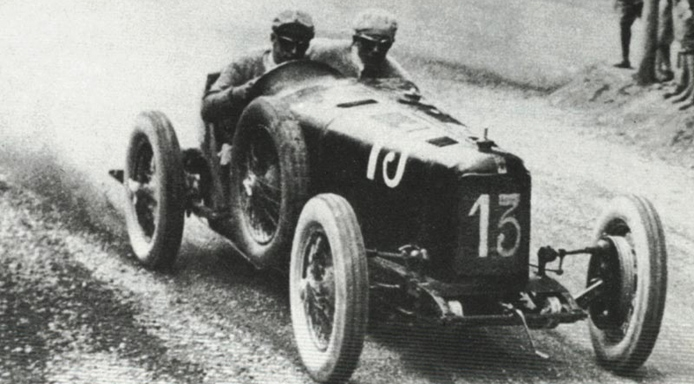
la Tipo 26

Sin dalla sua fondazione l'allora Officina Maserati ha partecipato alle competizioni sportive, fu lo stesso Alfieri Maserati che iniziò a correre a bordo di vetture Isotta Fraschini da lui modificate, e ottenne numerosi titoli in gare di notevole importanza per l'epoca come il Mugello, l'Aosta-Gran San Bernardo e la Susa-Moncenisio. La prima vettura prodotta a marchio Maserati è stata un'auto da Gran Premio, la Tipo 26, che fece il suo debutto alla Targa Florio del 1926, ottendendo la vittoria di classe e la nona posizione assoluta.
La prima vittoria all'interno di un Gran Premio arrivò nel 1929 al Gran Premio di Tripoli, con la Maserati Tipo V4 16 cilindri guidata da Borzacchini, che nei 10 km lanciati di Cremona fece registrare il nuovo record mondiale di velocità, con 247,933 km/h. 
Nel 1932 la casa modenese sviluppò la 4CS 1500 vettura con la quale Omobono Tenni, pilota motociclistico, vinse la Mille Miglia del 1936 nella sua categoria.

### Indianapolis
Verso la fine degli anni Trenta,  la casa del tridente sviluppò la 8CTF, una monoposto grazie alla quale conquistò due vittorie consecutive alla 500 Miglia di Indianapolis nel 1939 e nel 1940, è stata l'unica vettura italiana a riuscire nell'impresa. A causa dell'avvicinarsi della seconda guerra mondiale, le gare si diradarono notevolmente, compromettendo così lo sviluppo della vettura.

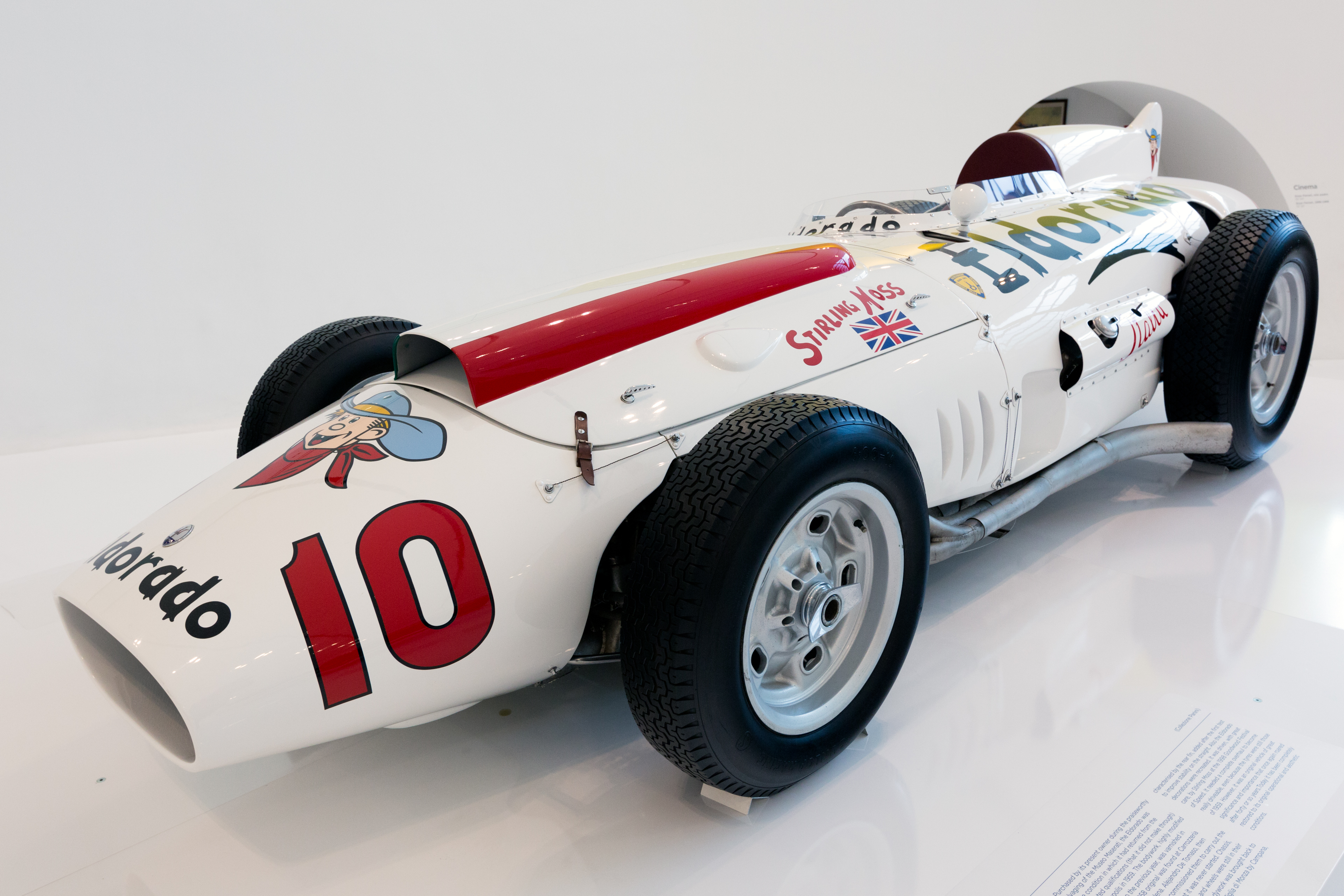
la 420/M/58 "Eldorado"

Nel 1959, la Maserati torna a Indianapolis con la 420/M/58, una monoposto già impegnata nelle gare europee con Stirling Moss, ma modificata ulteriormente per competere nella prestigiosa 500 Miglia. Non ottenne risultati eccellenti nella competizione ma la vettura è nota principalmente per la sua livrea, infatti è stata la prima vettura da corsa a presentare uno sponsor estraneo al mondo dell'automobilismo, ossia i gelati Eldorado, aggiudicandosi così il soprannome di Maserati Eldorado.

### La Formula 1
Durante la seconda guerra mondiale le corse furono momentaneamente sospese ma con il suo termine Maserati fece il suo ritorno nelle competizioni, riammodernando la 4CL, vettura che negli anni Quaranta vinse sei gare nella classe voiturette. Il risultato fu il modello 4CLT/50, introdotto nell'anno inaugurale del Campionato del mondo di Formula 1 del 1950.
Tra il 1954 e il 1960 Maserati partecipò all'interno della Formula 1 con la 250F, dotata di un motore 6 cilindri da 240 cavalli, debuttò al Gran Premio d'Argentina 1954 vincendo la gara con Juan Manuel Fangio, che fece suo anche il Gran Premio del Belgio prima di passare alla scuderia Mercedes. I punti ottenuti con le due squadre permisero al pilota italo-argentino di conquistare il Titolo Mondiale Piloti. Nello stesso anno Stirling Moss guidò la 250F per tutto l'arco della stagione. Nel 1956 Stirling Moss vinse i Gran Premi di Monaco e d'Italia pilotando una 250F privata. L'anno successivo Fangio colse quattro successi compreso l'incredibile GP di Germania, che fu successivamente soprannominato come la gara del secolo, e si laureò campione del mondo per la quinta volta. Inoltre nel 1958 all'interno della squadra corse entrò a far parte Maria Teresa De Filippis, la prima donna della storia a debuttare in F1, a bordo di una 250F.
Il marchio Maserati continuò a essere presente nella massima Formula, fornendo motori per il team Cooper tra il 1965 e il 1969.

### Le gare di endurance
Negli anni Cinquanta, oltre alla Formula 1, la Maserati gareggiava  anche nelle gare di durata, nel 1953 presentò la A6GCS/53, una barchetta che trionfò nella Mille Miglia, nella Targa Florio e dominò nel campionato 2 litri Sport. Di questa vettura ne furono realizzate 4 in versione berlinetta dalla Carrozzeria Pininfarina, definita sessant'anni dopo l'auto del centenario Maserati dai cultori del marchio e dalla casa madre, durante i festeggiamenti dei Cento anni Maserati nel 2014.

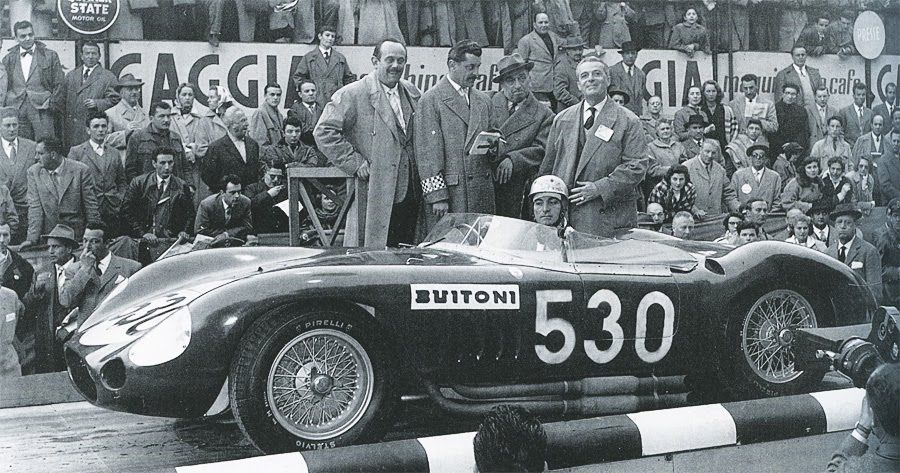
La 300S alla Mille Miglia

Nel 1955 la scuderia presenta la 300S, derivata dalla 250F della F1, ha gareggiato nel campionato mondiale sport prototipi dal 1955 al 1958, vincendo alla 1000 km del Nürburgring nel 1956 e ottenendo il secondo posto nel mondiale marche.
Verso la fine degli anni 60 nacque la Tipo 60, è stata protagonista nelle gare di resistenza, come alla 24 Ore di Le Mans e alla 12 Ore di Sebring, pur non conquistando la vittoria. Fu conosciuta con il nome "Birdcage" a causa del suo particolare telaio formato da tralicci intrecciati ed ebbe tre eredi, la Tipo 61, 63 e 64, ma successivamente fu costretta a ritirarsi dal mondo delle competizioni a causa di una crisi finanziaria.

### Il campionato FIA GT

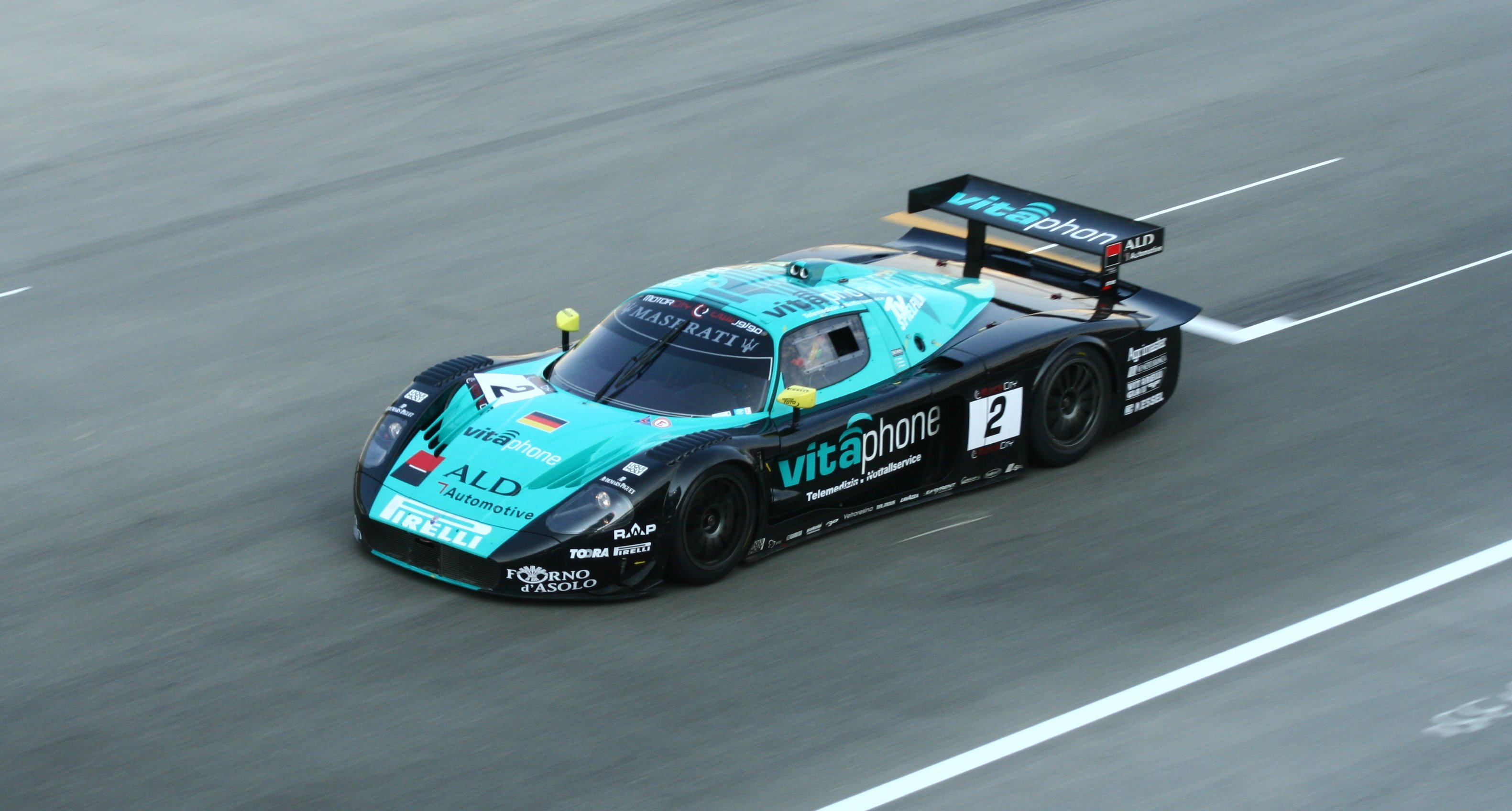
La MC12 impegnata nel FIA GT

Nel 2004 Maserati fa il suo ritorno nel motorsport all'interno del mondiale FIA GT con la MC12, sviluppata basandosi strettamente sulla Ferrari Enzo. Il suo debutto avviene nel 2004 a Imola, in una stagione di test gestita dall'equipaggio composto da Andrea Bertolini, Mika Salo, Johnny Herbert e Fabrizio de Simone. Nel 2005, si iscrive anche nell'American Le Mans Series, ottenendo numerosi podi ma non vincendo mai. In totale conquistò 6 titoli mondiali nella classe maggiore, la GT1.

### La Formula E
Il 10 gennaio 2022, il marchio Maserati ha annunciato la sua entrata in Formula E come produttore, in collaborazione con il team Venturi Racing per la stagione 2022-23, segnando il suo ritorno nel mondo delle corse dopo 13 anni d'assenza, vincendo due volte rispettivamente nel 2023 e nel 2024.

## Piloti in Formula 1

### Principali piloti
- Juan Manuel Fangio (1953-1954, 1957-1958): 19 GP, 7 vittorie, Campione del Mondo 1954, 1957
- Stirling Moss (1954, 1956-1957): 13 GP, 2 vittorie
- Jean Behra (1955-1958): 25 GP
- Harry Schell (1951-1952, 1954-1958): 21 GP
- Toulo de Graffenried (1950-1954, 1956): 12 GP
- Felice Bonetto (1950, 1952-1953): 12 GP
- Onofre Marimón (1951, 1953-1954): 11 GP
- José Froilán González (1950, 1952-1953, 1956): 10 GP
- Jo Bonnier (1956-1958): 10 GP
- Luigi Musso (1953-1955): 10 GP
- Louis Rosier (1954-1956): 10 GP

## Risultati in Formula 1
| Anno | Vettura | Motore        | Gomme | Piloti |     |     |  |   |  |     |     |  |  | Punti | Pos. |
| ---- | ------- | ------------- | ----- | ------ | --- | --- |  | - |  | --- | --- |  |  | ----- | ---- |
| 1950 | 4CLT/48 | Maserati 4CLT | P     | Chiron | Rit | 3   |  | 9 |  | Rit | Rit |  |  | -     | -    |
| 1950 | 4CLT/48 | Maserati 4CLT | P     | Rol    |     | Rit |  |   |  | Rit | Rit |  |  | -     | -    |

| Anno | Vettura | Motore      | Gomme | Piloti   |  |  |  |  |  |    |  |     |  | Punti | Pos. |
| ---- | ------- | ----------- | ----- | -------- |  |  |  |  |  | -- |  | --- |  | ----- | ---- |
| 1952 | A6 GCM  | Maserati A6 | P     | Bonetto  |  |  |  |  |  | SQ |  | 5   |  | -     | -    |
| 1952 | A6 GCM  | Maserati A6 | P     | González |  |  |  |  |  |    |  | 2   |  | -     | -    |
| 1952 | A6 GCM  | Maserati A6 | P     | Rol      |  |  |  |  |  |    |  | Rit |  | -     | -    |

| Anno | Vettura | Motore      | Gomme | Piloti    |     |  |       |         |     |     |     |       |     | Punti | Pos. |
| ---- | ------- | ----------- | ----- | --------- | --- |  | ----- | ------- | --- | --- | --- | ----- | --- | ----- | ---- |
| 1953 | A6 GCM  | Maserati A6 | P     | Fangio    | Rit |  | Rit   | Rit/Rit | 2   | 2   | 2   | 4/Rit | 1   | -     | -    |
| 1953 | A6 GCM  | Maserati A6 | P     | González  | 3   |  | 3/Rit | Rit     | 3   | 4   |     |       |     | -     | -    |
| 1953 | A6 GCM  | Maserati A6 | P     | Bonetto   | Rit |  | 3     |         | Rit | 6   | 4   | 4/Rit | Rit | -     | -    |
| 1953 | A6 GCM  | Maserati A6 | P     | Gálvez    | 5   |  |       |         |     |     |     |       |     | -     | -    |
| 1953 | A6 GCM  | Maserati A6 | P     | Marimón   |     |  |       | 3       | 9   | Rit | Rit | Rit   | Rit | -     | -    |
| 1953 | A6 GCM  | Maserati A6 | P     | Claes     |     |  |       | Rit     |     |     |     |       |     | -     | -    |
| 1953 | A6 GCM  | Maserati A6 | P     | Lang      |     |  |       |         |     |     |     | 5     |     | -     | -    |
| 1953 | A6 GCM  | Maserati A6 | P     | Mantovani |     |  |       |         |     |     |     |       | 7   | -     | -    |
| 1953 | A6 GCM  | Maserati A6 | P     | Musso     |     |  |       |         |     |     |     |       | 7   | -     | -    |

| Anno | Vettura     | Motore                    | Gomme | Piloti    |     |  |     |     |         |    |     |     |     | Punti | Pos. |
| ---- | ----------- | ------------------------- | ----- | --------- | --- |  | --- | --- | ------- | -- | --- | --- | --- | ----- | ---- |
| 1954 | A6 GCM 250F | Maserati A6 Maserati 250F | P     | Fangio    | 1   |  | 1   |     |         |    |     |     |     | -     | -    |
| 1954 | A6 GCM 250F | Maserati A6 Maserati 250F | P     | Marimón   | Rit |  | Rit | Rit | 3       | NP |     |     |     | -     | -    |
| 1954 | A6 GCM 250F | Maserati A6 Maserati 250F | P     | Musso     | NP  |  |     |     |         |    |     | Rit | 2   | -     | -    |
| 1954 | A6 GCM 250F | Maserati A6 Maserati 250F | P     | Bira      | 7   |  |     |     |         |    |     |     |     | -     | -    |
| 1954 | A6 GCM 250F | Maserati A6 Maserati 250F | P     | Mantovani |     |  | 7   | NP  |         | 5  | 5   | 9   | Rit | -     | -    |
| 1954 | A6 GCM 250F | Maserati A6 Maserati 250F | P     | Villoresi |     |  |     | 5   | Rit     | NP |     | Rit |     | -     | -    |
| 1954 | A6 GCM 250F | Maserati A6 Maserati 250F | P     | Ascari    |     |  |     | Rit | Rit/Rit |    |     |     |     | -     | -    |
| 1954 | A6 GCM 250F | Maserati A6 Maserati 250F | P     | Mieres    |     |  |     |     |         |    | 4   | Rit | 4   | -     | -    |
| 1954 | A6 GCM 250F | Maserati A6 Maserati 250F | P     | Moss      |     |  |     |     |         |    | Rit | 10  | Rit | -     | -    |
| 1954 | A6 GCM 250F | Maserati A6 Maserati 250F | P     | Schell    |     |  |     |     |         |    | Rit |     |     | -     | -    |

| Anno | Vettura    | Motore        | Gomme | Piloti     |           |       |  |       |   |     |     |  |  | Punti | Pos. |
| ---- | ---------- | ------------- | ----- | ---------- | --------- | ----- |  | ----- | - | --- | --- |  |  | ----- | ---- |
| 1955 | 250F 250Fs | Maserati 250F | P     | Behra      | 6/Rit/Rit | 3/Rit |  | 5/Rit | 6 | Rit | 4   |  |  | -     | -    |
| 1955 | 250F 250Fs | Maserati 250F | P     | Schell     | 6/7/Rit   |       |  |       |   |     |     |  |  | -     | -    |
| 1955 | 250F 250Fs | Maserati 250F | P     | Mantovani  | 7/Rit     |       |  |       |   |     |     |  |  | -     | -    |
| 1955 | 250F 250Fs | Maserati 250F | P     | Musso      | 7/Rit     | Rit   |  | 7     | 3 | 5   | Rit |  |  | -     | -    |
| 1955 | 250F 250Fs | Maserati 250F | P     | Mieres     | 5         | Rit   |  | 5     | 4 | Rit | 7   |  |  | -     | -    |
| 1955 | 250F 250Fs | Maserati 250F | P     | Menditéguy | Rit/Rit   |       |  |       |   |     | 5   |  |  | -     | -    |
| 1955 | 250F 250Fs | Maserati 250F | P     | Bucci      | Rit       |       |  |       |   |     |     |  |  | -     | -    |
| 1955 | 250F 250Fs | Maserati 250F | P     | Perdisa    |           | 3/Rit |  | 8     |   |     |     |  |  | -     | -    |
| 1955 | 250F 250Fs | Maserati 250F | P     | Simon      |           |       |  |       |   | Rit |     |  |  | -     | -    |
| 1955 | 250F 250Fs | Maserati 250F | P     | Collins    |           |       |  |       |   |     | Rit |  |  | -     | -    |

| Anno | Vettura | Motore        | Gomme | Piloti    |     |   |  |       |       |     |     |         |  | Punti | Pos. |
| ---- | ------- | ------------- | ----- | --------- | --- | - |  | ----- | ----- | --- | --- | ------- |  | ----- | ---- |
| 1956 | 250F    | Maserati 250F | P     | Behra     | 2   | 3 |  | 6     | 3     | 3   | 3   | Rit/Rit |  | -     | -    |
| 1956 | 250F    | Maserati 250F | P     | Moss      | Rit | 1 |  | 3/Rit | 5/Rit | Rit | 2   | 1       |  | -     | -    |
| 1956 | 250F    | Maserati 250F | P     | Gerini    | 4   |   |  |       |       |     |     |         |  | -     | -    |
| 1956 | 250F    | Maserati 250F | P     | Landi     | 4   |   |  |       |       |     |     |         |  | -     | -    |
| 1956 | 250F    | Maserati 250F | P     | Perdisa   |     | 7 |  | 3     | 5     | 7   | NP  |         |  | -     | -    |
| 1956 | 250F    | Maserati 250F | P     | Godia     |     |   |  | Rit   | 7     | 8   | 4   | 4       |  | -     | -    |
| 1956 | 250F    | Maserati 250F | P     | Taruffi   |     |   |  |       | Rit   |     |     |         |  | -     | -    |
| 1956 | 250F    | Maserati 250F | P     | Maglioli  |     |   |  |       |       |     | Rit | Rit     |  | -     | -    |
| 1956 | 250F    | Maserati 250F | P     | Villoresi |     |   |  |       |       |     |     | Rit     |  | -     | -    |
| 1956 | 250F    | Maserati 250F | P     | Bonnier   |     |   |  |       |       |     |     | Rit     |  | -     | -    |

| Anno | Vettura | Motore        | Gomme | Piloti     |   |         |  |     |     |    |     |       |  | Punti | Pos. |
| ---- | ------- | ------------- | ----- | ---------- | - | ------- |  | --- | --- | -- | --- | ----- |  | ----- | ---- |
| 1957 | 250F    | Maserati 250F | P     | Fangio     | 1 | 1       |  | 1   | Rit | 1  | 2   | 2     |  | -     | -    |
| 1957 | 250F    | Maserati 250F | P     | Behra      | 2 |         |  | 6   | Rit | 6  | Rit | Rit   |  | -     | -    |
| 1957 | 250F    | Maserati 250F | P     | Menditéguy | 3 | Rit     |  | Rit | Rit |    |     |       |  | -     | -    |
| 1957 | 250F    | Maserati 250F | P     | Moss       | 8 |         |  |     |     |    |     |       |  | -     | -    |
| 1957 | 250F    | Maserati 250F | P     | Schell     |   | Rit/Rit |  | 5   | Rit | 7  | 3   | 5/Rit |  | -     | -    |
| 1957 | 250F    | Maserati 250F | P     | Scarlatti  |   | Rit     |  |     |     | 10 | 6   | 5     |  | -     | -    |
| 1957 | 250F    | Maserati 250F | P     | Herrmann   |   | NQ      |  |     |     |    |     |       |  | -     | -    |